# Gaspar Zabala y Zamora
Gaspar Zabala y Zamora (Dénia, segona meitat del segle xviii-Madrid 1813) fou un dramaturg valencià que va escriure nombroses peces de teatre especialment als seus darrers anys.